# Bertha Muzzy Sinclair
Pour les articles homonymes, voir Sinclair.
Bertha Muzzy Sinclair est une scénariste américaine née le 15 novembre 1871 à Cleveland, Michigan (États-Unis), décédée le 23 juillet 1940 à Los Angeles (États-Unis).

## Filmographie
- 1912 : The Last of Her Tribe
- 1914 : Chip of the Flying U de Colin Campbell
- 1914 : The Uphill Climb
- 1914 : Shotgun Jones
- 1914 : When the Cook Fell Ill
- 1914 : The Reveler
- 1914 : The Lonesome Trail de Colin Campbell
- 1916 : Curlew Corliss
- 1917 : North of Fifty Three
- 1926 : Invalide par amour (Chip of the Flying U) de Lynn Reynolds
- 1939 : Chip of the Flying U de Ralph Staub